# بحوث في الأرقام والبيانات والمساحات
بحوث في الأرقام والبيانات والمساحات هو منهج رياضيات الصف الخامس، وتم تطويره في مؤسسة TERC في كامبريدج، ماساتشوستس، الولايات المتحدة. يُشار إلى المنهج في الغالب باسم بحوث أو TERC فقط. وقد تم تصميم هذا المنهج وفقًا لـ معايير المجلس الوطني لمعلمي الرياضيات (NCTM)، ويُعد من بين أكثر المعايير استخدامًا في مناهج الرياضيات الإصلاحية الجديدة. وبدلاً من الرجوع إلى الكتب المدرسية والمدرسين الذين يفرضون أساليب لحل المسائل الحسابية، يستخدم برنامج TERC طريقة بنائية لتشجيع الطلاب على تطوير فهمهم للرياضيات. وقد خضع هذا المنهج لمراجعة كبيرة في الفترة من 2005 إلى 2007.

## معلومات تاريخية
تم تطوير البحوث في الفترة بين عامي 1990 و1998. إذ إنها كانت منهجًا واحدًا بين عدد من مناهج إصلاح الرياضيات التي تم دعمها بمنحة مقدمة من المؤسسة الوطنية للعلوم (National Science Foundation). وزادت أهداف المشروع من معارضة المنهج من جانب النقاد (كل من الآباء ومدرسي الرياضيات)، إذ أنهم عارضوا التأكيد على التعلم القائم على المفاهيم، بدلاً من التعليم بأساليب معروفة أكثر بالنسبة لعلم الحساب الأساسي.
إن الهدف من منهج البحوث هو مساعدة جميع الأطفال على فهم الأفكار الأساسية للأرقام والحساب والهندسة والبيانات والقياسات وبدايات علم الجبر. وعلى العكس من الأساليب التقليدية، لم يوفر الإصدار الأصلي كتبًا دراسية للطلاب تصف الأساليب القياسية أو توفر أمثلة محلولة. بدلاً من ذلك، يتم توجيه الطلاب إلى تطوير أنظمة حلول حسابية (خوارزميات) ابتكروها بأنفسهم من خلال العمل باستخدام أمثلة بيانية ثابتة تتألف من عدد من الأشكال والرسومات وأيضًا من خلال جمل رقمية أكثر تقليدية. وتوجد أنشطة أخرى تتضمن كتابة التقارير والقص واللصق والمقابلات (لتجميع البيانات) ولعب ألعاب ابتكارية.
وقد صدر الإصدار الثاني لمنهج البحوث في عام 2006، والذي واصل تركيزه على قيمة التعليم الأساسية من أجل الفهم. وتتضمن النسخة المعدلة تأكيدًا أكبر على المهارات الأساسية والإحصاء لإكمال تطوير مفاهيم مرتبة العدد ونظام الأرقام. ويسهل أيضًا على المدرسين استخدام هذا النظام، إذ يُعتبر التنسيق أكثر سهولة، على الرغم من فشل بعض المقاطعات في تنفيذ الإصدار الثاني أيضًا بعناية، وعادوا مرة أخرى إلى الكتب التي تعلم الأساليب الحسابية التقليدية.

## البحث
تم استخدام مجموعة من أساليب تعلم الطلاب وإنجازاتهم تتضمن اختبارات قياسية مفروضة عن طريق الدولة وبروتوكولات مقابلة شخصية تستند إلى البحث وعناصر من دراسات الأبحاث التي تم نشرها في دوريات تمت مراجعتها من قِبل الزملاء واختبارات من خلال الورقة والقلم ذات هيكل خاص، وذلك من أجل تقييم مدى فاعلية منهج البحوث.
وتؤكد الأبحاث التي برزت على موقع TERC على الويب أن الطلاب الذين يستخدمون نظام منهج البحوث يحققون فوائد تشمل «تأدية مهام حسابية مثل الطلاب الذين يستخدمون مناهج أخرى أو أفضل منهم». ولدعم فكرة أن الطلاب يؤدون المهام بشكل أفضل إذا لم يدرسوا منهج الحساب على الطريقة التقليدية، قارنت آن جودرو، في موضوع بحث رسالة الدكتوراه لديها بجامعة توفتس (Tufts University)، بين إستراتيجيات الطرح للطلاب الذين تعلموا الأساليب التقليدية مع الطلاب الذين استخدموا الأساليب البنائية من خلال منهج البحوث. وعلى الرغم من عدم تعلُم الأرقام السالبة في المرحلة الثانية، يوضح الطالب «البنائي» الذي يطرح العدد 9 من 8 أن «8 مطروحًا منها 9 تساوي سالب 1» وبالتالي أشار إلى أن «-1 + 20 هو نفس ناتج 20-1 ويساوي 19.» واستنادًا إلى ذلك ومن متوسط نتيجة مجموعة من 10 طلاب، استنتج المؤلف أنهم «لم يتلقوا تعليمات معيّنة حول استخدام اللوغاريتمات القياسية، وأن الطلاب من مجموعة البنائيين كانوا هم الأنجح في كل من إضافة رقمين وطرحهما». وأوضحت الكثير من التقارير البحثية أن نجاح المشروع يؤخذ بعين النقد من قِبل معارضي هذا المنهج باعتباره منهجًا فقيرًا في المنهجية أو تم تنفيذه عن طريق الناشر. ويلزم من المناهج التي تتم رعايتها من قبل المؤسسة الوطنية للعلوم أن تقوم بإجراء مثل هذه الدراسات وترسل التقارير حولها، وهذا شيء غير مطلوب من كتب الرياضيات التقليدية. انظر أيضًا دراسة حديثة تم إجراؤها فيما يتعلق بالإصدار الذي تم تنقيحه، وذلك للحصول على أدلة أكثر حول الكفاءة.
ترسل مدارس بعض المقاطعات تقارير حول البيانات الخاصة بها حول مدى نجاح هذ المشروع.

## النقد
كان برنامج منهج البحوث في بادئ الأمر ناجحًا تجاريًا. إلا أن الآباء والمعلمين انتقدوا فقر محتواه الحسابي التقليدي من الحسابات العشرية وجداول الضرب والقسمة وضرب الكسور، أو حتى إضافة وطرح الكسور الاعتيادية من مجموعة صغيرة، وفقره أيضًا في التركيز على «نشاطات رياض الأطفال» (القص والطيّ والتسجيل وما إلى ذلك) في الفصل وفي الواجب المنزلي وفقره من حيث الكتب التقليدية؛ فضلاً عن تناقض المنهج مع المدرسة الثانوية وأساليب الرياضيات العالمية؛ والواجبات المنزلية غير التقليدية؛ والتكلفة العالية (وهو أمر يهتم به في الأساس آباء الطلاب المنزليين)؛ وعوامل أخرى.
من الشكاوى الشائعة أن المنهج لا يدرس أي أساليب حسابية تقليدية تتوافق مع التي يتم تدريسها في الدول الأخرى، ومع الآباء الذين تلقوا تعليمًا قليلاً في مدارس التعليم الأساسي. ويؤكد منتقدو هذا البرنامج أن «أساليب منهج TERC الحسابية بطيئة ولا تتسم بالكفاءة وتعمل فقط مع المسائل البسيطة التي تم اختيارها بعناية» فضلا عن أنه يتطلب «تفكيرًا واعيًا لكل من تحديد أسلوب TERC وتنفيذ أسلوب TERC» حتى على أبسط المستويات، ولذا تتم إعاقة العملية بشكل تلقائي، فضلاً عن إعاقة القدرة على التركيز في التفكير الواعي على مهام إدراكية عالية المستوى فيما بعد. ورد المنافحون عن منهج TERC بالقول بأن الأساليب الحسابية التقليدية تشبه التي يستخدمها الأمريكيون وليس ضروريًا أن تكون مستخدمة في دول أخرى. (لم توضح أي من هذه الاقتباسات هذا الادعاء. على سبيل المثال، المقال الأول يظهر اختلافات ترميزية بسيطة في اللوغاريتمات التي يمكن التعرّف عليها بسهولة كقسمة مطولة تقليدية.) ولقد أظهرت الأبحاث أن الطلاب يمكنهم تطوير لوغاريتمات صحيحة وفعالة ويمكن تعميمها مثل «اللوغاريتمات» القياسية — راجع هذا الاقتباس، على سبيل المثال.
من الشكاوى الشائعة من الآباء أنه لا توجد عمليات حسابية يمكن فهمها وأن الواجب المنزلي متكرر ويستغرق وقتًا أطول، إذ تتطلب بعض المهام مساعدة أفراد العائلة وتتطلب القص واللصق والتلوين، بينما قد تستغرق ورقة العمل التقليدية وقتًا أقل. ويدعي بعض المنتقدين الآخرين أنه لا يوجد واجب منزلي كافٍ وأن الأطفال يُعطون إجراء معيّنًا ويطلب منهم ممارسته في تمارين كثيرة.

### محتويات ومواد غير تقليدية
- شملت مواد الطلاب في حزمة 2002 للصف الخامس من منهج البحوث: من TERC أربع لفات من أشرطة آلات مضافة؛ و36 مكعبًا 5/8 بوصة؛ و1000 ملصق لمكعبات فارغة؛ و200 مكعب بطول 1 سم؛ و16 أداة حياكة فارغة شفافة؛ و4 مجموعات من 450 قطعة من مضلعات الطاقة؛ و4 علب من مكعبات الألوان المربعة (400 في كل علبة)؛ و1000 مكعب Snap(TM)؛ ومجموعة كتل معدنية على شكل منزل؛ و4 مناشير قياس متدرجة (2 سم × 5 سم × 21 سم)؛ وجرة قياس 4 لتر (معايرة 100 ميللي - 1000 ميللي)؛ و4 قطع زينات مدرسة (تتضمن مجموعة كتل تتكون من 7 قطع)؛ و4 جرات قياس قياسية (3 جرات: ربع لتر، نصف لتر، وكوب لكل مجموعة)؛ و10 أشرطة قياس؛ و12 ملصقًا متريًا/ياردة.
- يتم إدراج الحزمة الكلية للصف الخامس بقيمة 1388.42 دولارًا، ويشمل ذلك تكلفة مواد الطلاب المذكورة فقط، وذلك لفصل من 32 طفلًا، تبلغ التكلفة 817.00 دولارًا[9] وتمتلك الكثير من فصول الرياضيات، حيث ينتشر التعليم النشط، تلك المواد بالفعل، لذا فليس من الضروري شراء جميع هذه العناصر من الناشر.
- في الإصدار الأصلي، لم يكن يوجد جدول ضرب متوفر. وبدلاً من ذلك، تم تعليم الطلاب تلوين مضاعفات الأرقام في جدول لمضاعفات المائة وتقييم هذه الجداول لمعرفة المضاعفات والأنماط الشائعة.
- لم يتم تقديم عرض رسمي للإضافة العشرية. وتم تعليم الطلاب بدء استخدام أقلام التلوين على مخطط شبكي لمضاعفات 10000. وترتبط إضافة الأرقام العشرية بعمل الطلاب مع إضافة الرقم الكلي، مع مراعاة وضع قيم حتى يفهم الطلاب منطق تنظيم النقاط العشرية.
- لا يتم تعليم الطلاب حساب المتوسط «بتجميع العناصر، والقسمة على عدد العناصر» لأنه تم تقييم هذه الطريقة بأنها صعبة الفهم على الطلاب من بعض المجموعات. وبدلاً من ذلك، يحصل المدرس على فصل حول الطرق المختلفة لحساب المتوسط. ويمكن للطلاب الذين يستخدمون المنهج تنفيذ العملية الحسابية بسهولة. من المهم، بالرغم من ذلك، تطوير المنطق الضمني مع الإجراء، وهو ما يتم بشكل أكبر في وحدة البيانات بدلاً من أن يتم في البداية.
- الطلاب الذي يثبتون معرفة أسلوب قياسي لعملية الحساب يتم تشجيعهم على فهم أسلوب واحد آخر على الأقل للحساب، للوصول إلى فهم كامل للعملية والأرقام المستخدمة. الطلاب الذين تعلموا فيما بعد أساليب «قياسية» يمكن أن يكونوا جاهزين لمقارنة الأساليب وقادرين على الانتقال بمرونة بين الخيارات.
- يُطلب من الطلاب حساب حجم مجسم مستطيل الشكل. وهم لا يستخدمون الصيغة القياسية للطول مضروبة في العرض والارتفاع في الحال ولا يتم تدريسها لهم. هذه الصيغة، وهي صيغة تدرس وفقًا لاختبارات قياسية مثل SAT، يتم تطويرها باعتبارها رابطًا يرتبط بعمل سابق باستخدام الضرب والمساحة والخاصية المرتبطة.

## المحاكاة
تمت محاكاة سلسلة الكتب الدراسية من خلال حلقات كرتونية على الإنترنت بعنوان "أسلحة الدمار الرياضي (Weapons of Math Destruction)"، تتضمن لوحة لطالب يعلن أنهم لا يمكنهم إنهاء واجبهم المدرسي لأنهم استنفدوا الصمغ، أو كتابة طريقتين مختلفتين لتحديد ما إذا كان الرقم 2 زوجيًا أم فرديًا مع شرح الإجابة.

## أماكن تدريسه
قائمة غير كاملة لمقاطعات المدارس التي تبنت مواد منهج TERC
- تبنت مقاطعة مدارس بيليفو (Bellevue School District) هذا المنهج على مدار 10 سنوات، وتم إيقافه لصالح منهج التعبيرات الحسابية (Math Expressions) لأنه «قديم جدًا وغير كفء» بحيث يتناسب مع عام 2008.[12]
- مقاطعة مدارس ستيلووتر (Stillwater School District)
- مدارس ريدجوود العامة (Ridgewood Public Schools)
- مقاطعة مدارس سياتل (Seattle School District). تم إيقافه لصالح منهج الرياضيات اليومية في العام الدراسي 2007-2008.
- ريدينج سيتي سكولز (Reading City Schools) (سينسيناتي، أوهايو)
- فريدريك كاونتي بابليك سكولز (Frederick County Public Schools) (مريلاند)، تم إيقافه في 2011
- مقاطعة مدارس منطقة ستيت كوليدج (State College Area School District) (ستيت كوليدج، بنسلفانيا)
- المدارس العامة في مقاطعة برنس ويليام في فيرجينيا (Prince William County, VA Public Schools) في 2009، قامت مجموعة من الآباء في مقاطعة برنس ويليام في فيرجينيا برعاية دراسة لهذه المقاطعات أشارت إليها في 2007 دار نشر بيرسون (Pearson publishing) باعتبار أنها تبنت بنجاح منهج «الأبحاث» من TERC. وقد وجدوا أن العديد من هذه المقاطعات إما قاموا بإيقاف المنهج أو تم إكماله بمواد أخرى. وقد تم التوصل لهذه النتائج ونشرها في 2009.[13]

هذه القائمة غير مكتملة بالفعل، فهناك المئات من المقاطعات تستخدم هذا المنهج.

## وصلات خارجية
- Pearson / Scott Forseman website for curriculum
- A collection of links to reviews of and commentaries of TERC: Investigations in Number, Data, and Space, Bas Braams, Elizabeth Carson, and NYC HOLD
- Critical "Mathematically Correct second grade review"
- "Math Education: An Inconvenient Truth", M.J. McDermott, Q13 FOX KCPQ-TV
- "Beyond TERC National" message board for concerned citizens نسخة محفوظة 5 يناير 2013 at Archive.is
- STOP Taking Excessive Risks with our Children